# Gnathopalystes rutilans
Gnathopalystes rutilans là một loài nhện trong họ Sparassidae.
Loài này thuộc chi Gnathopalystes. Gnathopalystes rutilans được Eugène Simon miêu tả năm 1899.